# Акбел
Акбе́л (каз. Ақбел, до 7 октября 1993 года — Пу́шкино) — село в Бухар-Жырауском районе Карагандинской области Казахстана, административный центр Акбелского сельского округа. Код КАТО — 354073100.

## География
Населённый пункт расположен на северо-востоке района, близ озера Тулей, в 28,8 километрах (по автодороге) к северу от районного центра посёлка Ботакара и в 91 километрах к северо-востоку от областного центра города Караганда. Соседние населённые пункты: Жанакала в 7,2 километрах к югу, Курама в 8,6 километрах к востоку, Алабас в 9,8 километрах к северу. Транспортное сообщение осуществляется по автомобильной дорогой областного значения КМ-12 «Акбел—Умуткер км 0-36,3». Абсолютная высота центра населённого пункта — 567 метров над уровнем моря.

## История
Согласно областной энциклопедии Қарағанды. Қарағанды облысы, переселенческий участок был основан в 1914 году переселенцами из близлежащих сёл Петровское и Санниковское, в 1915 году участок получил наименование Пушкино. Населённый пункт фигурирует на картах 1929 и 1931 годов как Пушкинский, на 1939 год — Пушкинское. Постановлением Пpезидиума Веpховного Совета Республики Казахстан от 7 октябpя 1993 года «Об упоpядочении тpанскрибиpования на pусском языке казахских топонимов, наименовании и пеpеименовании отдельных администpативно-теppитоpиальных единиц Республики Казахстан», село Пушкино было переименовано в село Акбел. 

## Население
| Численность населения | Численность населения | Численность населения | Численность населения |
| 1989                  | 1999                  | 2009                  | 2021                  |
| --------------------- | --------------------- | --------------------- | --------------------- |
| 1315                  | ↘979                  | ↘625                  | ↘458                  |